# Diego Medina Roman
Diego Daniel Medina Román (Santa Cruz de la Sierra, Bolivia; 13 de enero de 2002) es un futbolista boliviano Juega de lateral derecho y su equipo actual es el FC CSKA 1948 Sofia de la Primera Liga de Bulgaria. Es internacional absoluto por la selección de Bolivia desde 2022.

## Trayectoria
Daniel Medina nació en Santa Cruz de la sierra, su padre oriundo de las Yungas de Bolivia y su madre originaria de Santa Cruz de la sierra, toda su familia es de origen afroboliviano. Deportivamente fue Formado en las inferiores del Tahuichi FC, Medina se incorporó al Always Ready en 2021, comenzando ese año su carrera como adulto.

## Selección nacional
Debutó en la selección de Bolivia el 24 de septiembre de 2022 ante Senegal por un encuentro amistoso.

## Clubes
| Club               | País     | Año               |
| ------------------ | -------- | ----------------- |
| Always Ready       | Bolivia  | 2021 - 2025       |
| FC CSKA 1948 Sofia | Bulgaria | 2025 - Actualidad |